# Rabah Mokrani
Rabah Mokrani (en arabe : رابح مقراني, en Tifinagh: ⵔⴰⴱⴰⵃ  ⵎⵓⵇⵔⴰⵏⵉ), dit Si Lakhdar, né le 6 novembre 1934 à Guergour dans la Kabylie (actuelle wilaya de Bouira) et mort en chahid (mars 1958), est un combattant pendant la guerre d'Algérie dans la wilaya IV l'Algérois.

## Biographie

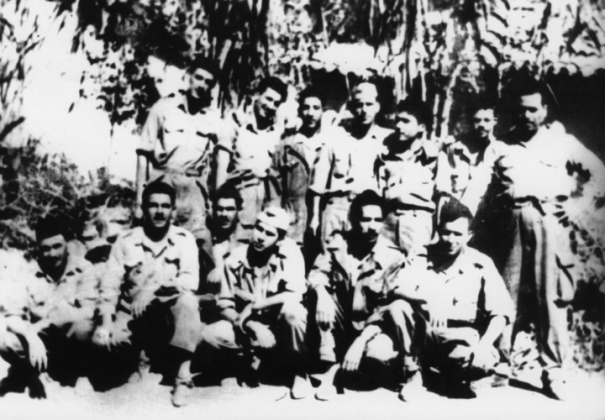
État-major de la wilaya 4 de l'ALN, 1956-1957, Si Lakhdar 5e(debout, de droite à gauche)

Si Lakhdar est un descendant des Mokrani d'Ath Abbas (après l’insurrection de 1871 son père a été déplacé et installé à Guergour entre Boumerdès et Bouira pas loin de Palestro).

## Hommages

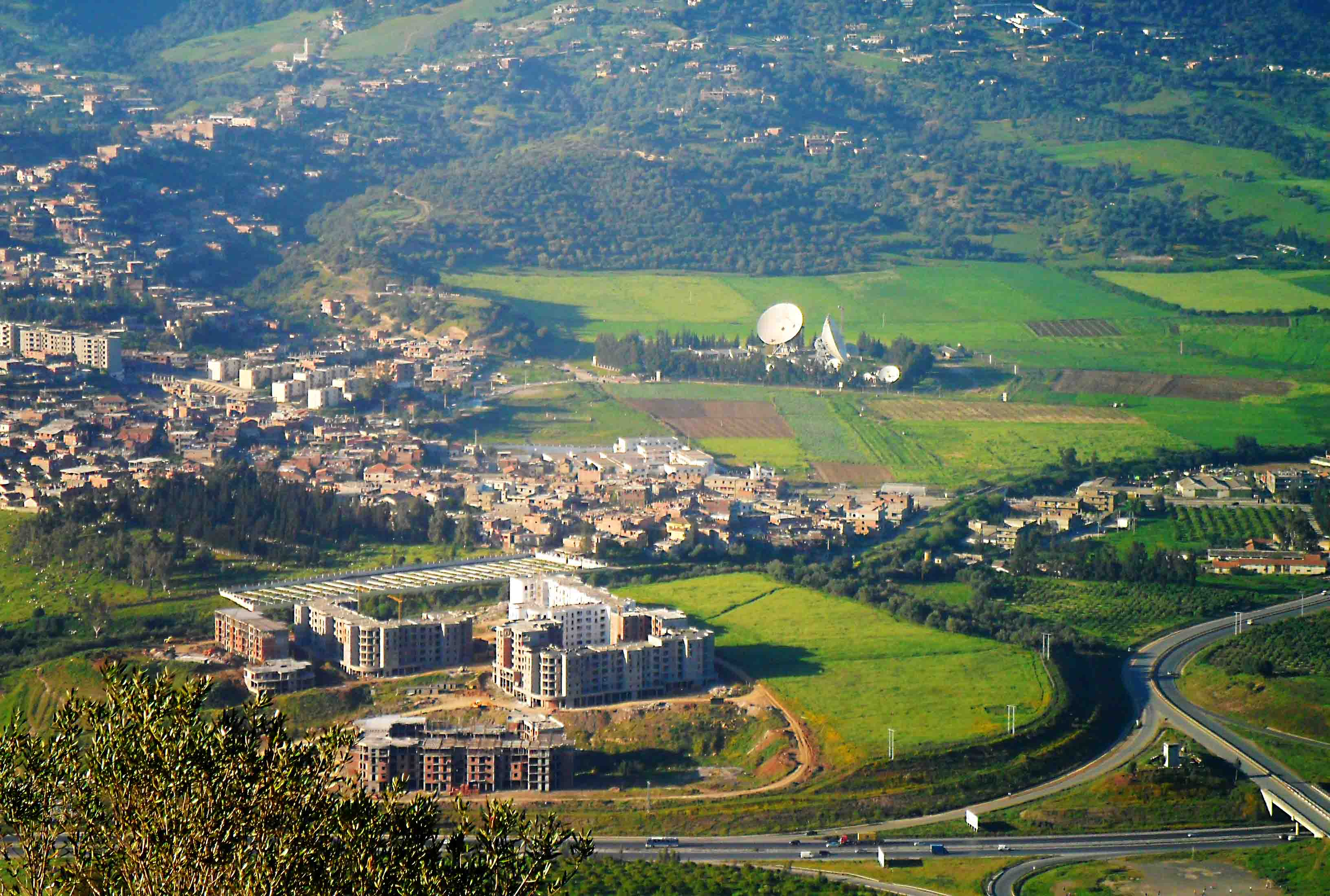
Lakhdaria

- Après l'indépendance de l'Algérie en 1962, Palestro(ville algérienne) a été renommée Lakhdaria en hommage à Si Lakhdar Mokrani[3].
- L'établissement central d'approvisionnement et de maintenance radar et de télécommunication de Berrouaghia est baptisé du nom du Si Lakhdar Mokrani en 2015[4].
- Rue Si Lakhdar, Lakhdaria[5].
- Lycées Si Lakhdar à Lakhdaria.